# Лялькови

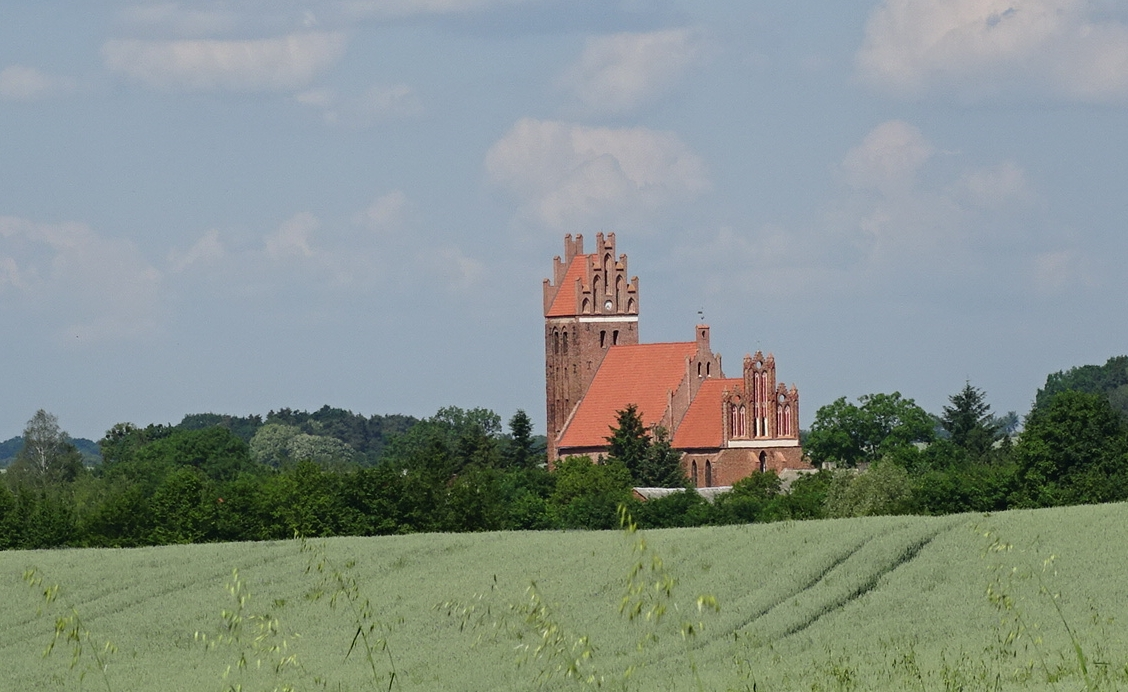
Парафіяльна церква.

Лялькови (пол. Lalkowy, нім. Lalkau) — село в Польщі, у гміні Сментово-Ґранічне Староґардського повіту Поморського воєводства.
Населення — 256 осіб (2011).
У 1975-1998 роках село належало до Гданського воєводства.

## Демографія
Демографічна структура станом на 31 березня 2011 року:
|          | Загалом | Допрацездатний вік | Працездатний вік | Постпрацездатний вік |
| -------- | ------- | ------------------ | ---------------- | -------------------- |
| Чоловіки | 124     | 20                 | 91               | 13                   |
| Жінки    | 132     | 31                 | 66               | 35                   |
| Разом    | 256     | 51                 | 157              | 48                   |